# Sidi al-Dżilali
Sidi al-Dżilali (arab. سيدي الجيلالي; fr. Sidi Djillali) – jedna z 53 gmin w prowincji Tilimsan, w Algierii, znajdująca się w południowo-zachodniej części prowincji, około 52 km od Tilimsan. W 2008 roku gminę zamieszkiwało 6697 osób. Numer statystyczny gminy w Office National des Statistiques d'Algérie to 1341.